# Daniel Reiss
Daniel „Danny“ Reiss (* 24. August 1982 in Hannover) ist ein deutscher Eishockeyspieler, der zuletzt bei den Hannover Scorpions unter Vertrag stand. Sein Bruder Andy war ebenfalls ein professioneller Eishockeyspieler.

## Karriere
Danny Reiss begann seine Karriere als Eishockeyspieler in seiner Heimatstadt bei den Hannover Indians, für die er von 1999 bis 2007 in der Regionalliga und der Oberliga aktiv war. In der Saison 2002/03 kam er zudem parallel für die Hannover Scorpions zu seinem Debüt im professionellen Eishockey, als er in drei Spielen in der Deutschen Eishockey Liga auf dem Eis stand.
Nach einem Jahr Pause ging Reiss nach Frankreich, wo er von 2008 bis 2010 je ein Jahr lang für die Aigles de Nice und die Galaxians d’Amnéville in der zweitklassigen Division 1 auflief. Für die Saison 2010/11 erhielt er einen Vertrag bei seinem Ex-Club, dem amtierenden Deutschen Meister Hannover Scorpions, bei dem er zusammen mit seinem Bruder spielte. Zur Saison 2011/12 wechselte Reiss zum Oberliga-Aufsteiger Herforder EV, ehe er im Dezember 2011 einen Vertrag bis zum Ende der Spielzeit 2012/13 bei den Kassel Huskies unterschrieb.
In der Saison 2015/16 stand er bei den Hannover Indians in der Oberliga Nord unter Vertrag. In Folge einer Verletzung aus der Saisonvorbereitung im Herbst 2015 fiel Reiss die gesamte Saison 2015/16 verletzt aus. 2019 feierte Reiss sein Comeback.

## Erfolge und Auszeichnungen
- 2002 Aufstieg in die Oberliga mit den Hannover Indians
- 2015 Oberliga-Nord-Meisterschaft mit den Hannover Scorpions

## DEL-Statistik
(Stand: Ende der Saison 2013/14)